# Consorti dei sovrani d'Austria

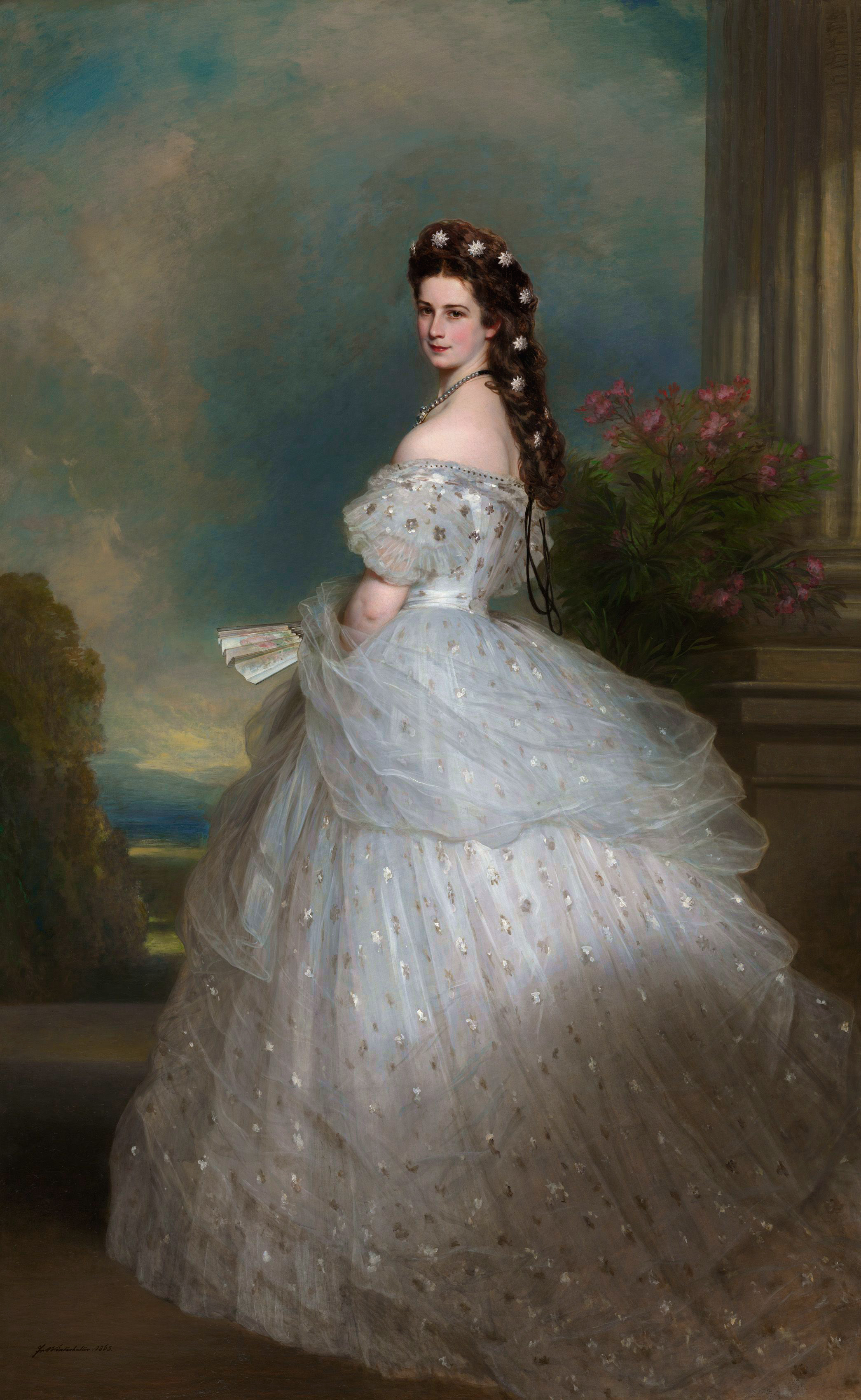
Elisabetta di Baviera, moglie di Francesco Giuseppe d'Austria

Di seguito è riportato un elenco delle consorti dei sovrani d'Austria. I sovrani d'Austria cambiarono molte volte il loro titolo e di conseguenza le loro consorti furono, a seconda del periodo, margravine, duchesse, arciduchesse o imperatrici.

## Margraviato d'Austria (976–1156)
Babenberg (976–1156) 
| Immagine | Nome                                 | Padre                                                                       | Nascita   | Matrimonio   | Regno        | Fine regno | Morte | Consorte     |
| -------- | ------------------------------------ | --------------------------------------------------------------------------- | --------- | ------------ | ------------ | ---------- | ----- | ------------ |
|          | Riccarda di Sualafeldgau             | Ernesto IV, conte di Sualafeldgau (Sualafeldgau)                            | 945/950   | ?            | 976          | 994        | 994?  | Leopoldo I   |
|          | Glismonda della Sassonia Occidentale | Immedo IV, conte della Sassonia Occidentale (Immedinger)                    | 975/980   | ?            | 1018         | 1040       | 1040  | Adalberto    |
|          | Frozza Orseolo                       | Ottone Orseolo, doge di Venezia (Orseolo)                                   | 1015      | dopo il 1040 | dopo il 1040 | 1055       | 1071  | Adalberto    |
|          | Adelaide di Eilenburg                | Dedi I di Lusazia (Wettin)                                                  | 1040      | 1060         | 1060         | 1071       | 1071  | Ernesto      |
|          | Svanilde di Ungarnmark               | Sigardo VII, conte di Ungarnmark (Ungarnmark)                               | ?         | 1072         | 1072         | 1075       | 1120  | Ernesto      |
|          | Ida di Formbach-Ratelnberg           | Rapoto V, conte di Cham (Cham)                                              | 1055/1060 | 1065?        | 1075         | 1095       | 1101  | Leopoldo II  |
|          | Maria di Perg                        | Valcuno, conte di Perg (Perg)                                               | 1080      | ?            | 1095         | 1105       | 1105  | Leopoldo III |
|          | Agnese di Germania                   | Enrico IV, imperatore del Sacro Romano Impero (Salici)                      | 1072      | 1106         | 1106         | 1136       | 1143  | Leopoldo III |
|          | Maria di Boemia                      | Sobeslao I, duca di Boemia (Přemyslidi)                                     | 1124/1125 | 1138         | 1138         | 1141       | 1160  | Leopoldo IV  |
|          | Gertrude di Supplimburgo             | Lotario II, imperatore del Sacro Romano Impero (Billunghi del Supplimburgo) | 1115      | 1142         | 1142         | 1143       | 1143  | Enrico II    |
|          | Teodora Comnena                      | Andronico Comneno (Comneni)                                                 | ?         | 1148         | 1148         | 1156       | 1184  | Enrico II    |

## Ducato d'Austria (1156–1359)
Babenberg (1156–1246) 
| Immagine | Nome              | Padre                                         | Nascita   | Matrimonio | Regno | Fine regno | Morte | Consorte    |
| -------- | ----------------- | --------------------------------------------- | --------- | ---------- | ----- | ---------- | ----- | ----------- |
|          | Teodora Comnena   | Andronico Comneno (Comneni)                   | ?         | 1148       | 1156  | 1177       | 1184  | Enrico II   |
|          | Elena d'Ungheria  | Géza II, re d'Ungheria (Árpád)                | 1158      | 1172/1174  | 1177  | 1194       | 1199  | Leopoldo V  |
|          | Teodora Angelina  | Giovanni Ducas? (Angeli)                      | 1180/1185 | 1203       | 1203  | 1230       | 1246  | Leopoldo VI |
|          | Agnese di Merania | Ottone I, duca di Andechs e Merania (Andechs) | 1215      | 1229       | 1230  | 1240/1243  | 1263  | Federico II |

## Interregno (1246–1278)
Asburgo (1278–1359) 
| Immagine | Nome                          | Padre                                                      | Nascita | Matrimonio | Regno | Fine regno | Morte | Consorte    |
| -------- | ----------------------------- | ---------------------------------------------------------- | ------- | ---------- | ----- | ---------- | ----- | ----------- |
|          | Gertrude di Hohenberg         | Burcardo V, conte di Hohenberg (Hohenzollern)              | 1225    | 1245       | 1278  | 1281       | 1281  | Rodolfo I   |
|          | Elisabetta di Gorizia-Tirolo  | Mainardo II, conte di Gorizia-Tirolo (Gorizia)             | ca.1262 | 1274       | 1282  | 1308       | 1312  | Alberto I   |
|          | Bianca di Francia             | Filippo III, re di Francia (Capetingi)                     | ca.1282 | 1300       | 1300  | 1305       | 1305  | Rodolfo III |
|          | Elisabetta Richeza di Polonia | Premislao II, re di Polonia (Piast)                        | 1286    | 1306       | 1306  | 1307       | 1335  | Rodolfo III |
|          | Isabella d'Aragona            | Giacomo II, re d'Aragona (Barcellona)                      | 1305    | 1315       | 1315  | 1330       | 1330  | Federico I  |
|          | Caterina di Savoia            | Amedeo V, conte di Savoia (Savoia)                         | 1302    | 1310       | 1310  | 1326       | 1336  | Leopoldo I  |
|          | Giovanna di Pfirt             | Ulrico III, conte di Pfirt (Pfirt)                         | 1300    | 1324       | 1330  | 1351       | 1351  | Alberto II  |
|          | Elisabetta di Baviera         | Stefano I, duca di Baviera (Wittelsbach)                   | 1306    | 1325       | 1330  | 1330       | 1330  | Ottone I    |
|          | Anna di Boemia                | Giovanni I, re di Boemia (Lussemburgo)                     | 1323    | 1330       | 1330  | 1338       | 1338  | Ottone I    |
|          | Caterina di Boemia            | Carlo IV, imperatore del Sacro Romano Impero (Lussemburgo) | 1342    | ca.1350    | 1358  | 1359       | 1395  | Rodolfo IV  |

## Arciducato d'Austria (1359–1804)
Asburgo (1359–1780) 
| Immagine | Nome                   | Padre                                                      | Nascita | Matrimonio | Regno | Fine regno | Morte | Consorte     |
| -------- | ---------------------- | ---------------------------------------------------------- | ------- | ---------- | ----- | ---------- | ----- | ------------ |
|          | Caterina di Boemia     | Carlo IV, imperatore del Sacro Romano Impero (Lussemburgo) | 1342    | ca.1350    | 1359  | 1365       | 1395  | Rodolfo IV   |
|          | Elisabetta di Boemia   | Carlo IV, imperatore del Sacro Romano Impero (Lussemburgo) | 1358    | 1366       | 1366  | 1373       | 1373  | Alberto III  |
|          | Beatrice di Norimberga | Federico V, burgravio di Norimberga (Hohenzollern)         | 1365    | 1375       | 1375  | 1379       | 1414  | Alberto III  |
|          | Verde Visconti         | Bernabò Visconti, signore di Milano (Visconti)             | 1352    | 1365       | 1365  | 1379       | 1414  | Leopoldo III |

 Prima Separazione 
- Ramo Albertino (Austria propriamente detta):

| Immagine | Nome                      | Padre                                                        | Nascita | Matrimonio | Regno | Fine regno | Morte | Consorte    |
| -------- | ------------------------- | ------------------------------------------------------------ | ------- | ---------- | ----- | ---------- | ----- | ----------- |
|          | Beatrice di Norimberga    | Federico V, burgravio di Norimberga (Hohenzollern)           | 1365    | 1375       | 1379  | 1395       | 1414  | Alberto III |
|          | Giovanna Sofia di Baviera | Alberto I, duca di Baviera (Wittelsbach)                     | 1373    | 1390       | 1395  | 1404       | 1410  | Alberto IV  |
|          | Elisabetta di Boemia      | Sigismondo, imperatore del Sacro Romano Impero (Lussemburgo) | 1409    | 1422       | 1422  | 1439       | 1442  | Alberto V   |

Dopo il 1457, estintosi il Ramo Albertino, i suoi territori passarono a quello Leopoldino.
| Immagine | Nome                    | Padre                                         | Nascita | Matrimonio | Regno | Fine regno | Morte | Consorte   |
| -------- | ----------------------- | --------------------------------------------- | ------- | ---------- | ----- | ---------- | ----- | ---------- |
|          | Eleonora del Portogallo | Edoardo, re del Portogallo (Aviz)             | 1434    | 1452       | 1457  | 1467       | 1467  | Federico V |
|          | Matilde del Palatinato  | Ludovico III, elettore palatino (Wittelsbach) | 1419    | 1452       | 1457  | 1463       | 1482  | Alberto VI |

- Ramo Leopoldino (Stiria, Carinzia, Carniola, Tirolo e Austria Anteriore):

| Immagine | Nome                    | Padre                                          | Nascita | Matrimonio | Regno | Fine regno | Morte     | Consorte     |
| -------- | ----------------------- | ---------------------------------------------- | ------- | ---------- | ----- | ---------- | --------- | ------------ |
|          | Verde Visconti          | Bernabò Visconti, signore di Milano (Visconti) | 1352    | 1365       | 1379  | 1386       | 1414      | Leopoldo III |
|          | Giovanna II di Napoli   | Carlo III, re di Napoli (Angiò-Durazzo)        | 1373    | 1401       | 1401  | 1406       | 1435      | Guglielmo I  |
|          | Caterina di Borgogna    | Filippo II, duca di Borgogna (Valois-Borgogna) | 1378    | 1393       | 1393  | 1411       | 1425      | Leopoldo IV  |
|          | Margherita di Pomerania | Boghislao V, duca di Pomerania (Greifen)       | 1366    | 1392       | 1402  | 1406       | 1407/1410 | Ernesto I    |

Nel 1406, il ramo Leopoldino divise ulteriormente i propri territori.
- Ramo dell'Austria Interiore (Stiria, Carinzia e Carniola):

| Immagine | Nome                    | Padre                                         | Nascita   | Matrimonio | Regno | Fine regno | Morte     | Consorte   |
| -------- | ----------------------- | --------------------------------------------- | --------- | ---------- | ----- | ---------- | --------- | ---------- |
|          | Margherita di Pomerania | Boghislao V, duca di Pomerania (Greifen)      | 1366      | 1392       | 1406  | 1407/1410  | 1407/1410 | Ernesto I  |
|          | Cimburga di Masovia     | Siemovito IV, duca di Masovia (Piast)         | 1394/1397 | 1412       | 1412  | 1424       | 1429      | Ernesto I  |
|          | Eleonora del Portogallo | Edoardo, re del Portogallo (Aviz)             | 1434      | 1452       | 1457  | 1467       | 1467      | Federico V |
|          | Matilde del Palatinato  | Ludovico III, elettore palatino (Wittelsbach) | 1419      | 1452       | 1457  | 1463       | 1482      | Alberto VI |

- Primo ramo tirolese (Tirolo e Austria Anteriore):

| Immagine | Nome                       | Padre                                           | Nascita | Matrimonio | Regno | Fine regno | Morte | Consorte       |
| -------- | -------------------------- | ----------------------------------------------- | ------- | ---------- | ----- | ---------- | ----- | -------------- |
|          | Elisabetta del Palatinato  | Roberto I, re di Germania (Wittelsbach)         | 1381    | 1407       | 1407  | 1408       | 1408  | Federico IV    |
|          | Anna di Brunswick-Lüneburg | Federico I, duca di Brunswick-Lüneburg (Welfen) | 1390    | 1411       | 1411  | 1432       | 1432  | Federico IV    |
|          | Eleonora di Scozia         | Giacomo I, re di Scozia (Stuart)                | 1433    | 1449       | 1449  | 1480       | 1480  | Sigismondo     |
|          | Caterina di Sassonia       | Alberto III, duca di Sassonia (Wettin)          | 1468    | 1484       | 1484  | 1490       | 1524  | Sigismondo     |
|          | Anna di Bretagna           | Francesco II, duca di Bretagna (Dreux-Montfort) | 1477    | 1490       | 1490  | 1492       | 1514  | Massimiliano I |

 Prima Riunificazione 
| Immagine | Nome                      | Padre                                            | Nascita | Matrimonio | Regno | Fine regno | Morte | Consorte       |
| -------- | ------------------------- | ------------------------------------------------ | ------- | ---------- | ----- | ---------- | ----- | -------------- |
|          | Bianca Maria Sforza       | Galeazzo Maria, duca di Milano (Sforza)          | 1472    | 1494       | 1494  | 1510       | 1510  | Massimiliano I |
|          | Anna di Boemia e Ungheria | Ladislao II, re di Boemia e Ungheria (Jagelloni) | 1503    | 1521       | 1521  | 1547       | 1547  | Ferdinando I   |

 Seconda Separazione 
- Austria Inferiore (Austria propriamente detta)

| Immagine | Nome                     | Padre                                                                | Nascita | Matrimonio | Regno | Fine regno | Morte | Consorte        |
| -------- | ------------------------ | -------------------------------------------------------------------- | ------- | ---------- | ----- | ---------- | ----- | --------------- |
|          | Maria di Spagna          | Carlo V, imperatore del Sacro Romano Impero e re di Spagna (Asburgo) | 1528    | 1548       | 1564  | 1576       | 1603  | Massimiliano II |
|          | Anna d'Austria           | Ferdinando II, arciduca d'Austria Anteriore e Tirolo (Asburgo)       | 1585    | 1611       | 1611  | 1618       | 1618  | Mattia          |
|          | Isabella Clara di Spagna | Filippo II, re di Spagna (Asburgo)                                   | 1566    | 1599       | 1619  | 1619       | 1633  | Alberto VII     |

- Austria Superiore (Austria Anteriore e Tirolo)

| Immagine | Nome                  | Padre                                                          | Nascita | Matrimonio | Regno | Fine regno | Morte | Consorte      |
| -------- | --------------------- | -------------------------------------------------------------- | ------- | ---------- | ----- | ---------- | ----- | ------------- |
|          | Anna Caterina Gonzaga | Guglielmo, duca di Mantova (Gonzaga)                           | 1566    | 1582       | 1582  | 1595       | 1621  | Ferdinando II |
|          | Anna d'Austria        | Ferdinando II, arciduca d'Austria Anteriore e Tirolo (Asburgo) | 1585    | 1611       | 1611  | 1618       | 1618  | Mattia        |

- Austria Interiore (Stiria, Carinzia e Carniola)

| Immagine | Nome                  | Padre                                      | Nascita | Matrimonio | Regno | Fine regno | Morte | Consorte       |
| -------- | --------------------- | ------------------------------------------ | ------- | ---------- | ----- | ---------- | ----- | -------------- |
|          | Maria Anna di Baviera | Alberto V, duca di Baviera (Wittelsbach)   | 1551    | 1571       | 1571  | 1590       | 1608  | Carlo II       |
|          | Maria Anna di Baviera | Guglielmo V, duca di Baviera (Wittelsbach) | 1574    | 1600       | 1600  | 1616       | 1616  | Ferdinando III |

 Seconda Riunificazione 
| Immagine | Nome             | Padre                                 | Nascita | Matrimonio | Regno | Fine regno | Morte | Consorte       |
| -------- | ---------------- | ------------------------------------- | ------- | ---------- | ----- | ---------- | ----- | -------------- |
|          | Eleonora Gonzaga | Vincenzo I, duca di Mantova (Gonzaga) | 1598    | 1622       | 1622  | 1623       | 1655  | Ferdinando III |

 Terza Separazione 
- Austria Inferiore ed Interiore

| Immagine | Nome                       | Padre                                                        | Nascita | Matrimonio | Regno | Fine regno | Morte | Consorte       |
| -------- | -------------------------- | ------------------------------------------------------------ | ------- | ---------- | ----- | ---------- | ----- | -------------- |
|          | Eleonora Gonzaga           | Vincenzo I, duca di Mantova (Gonzaga)                        | 1598    | 1622       | 1623  | 1637       | 1655  | Ferdinando III |
|          | Maria Anna di Spagna       | Filippo III, re di Spagna (Asburgo)                          | 1606    | 1631       | 1637  | 1646       | 1646  | Ferdinando IV  |
|          | Maria Leopoldina d'Austria | Leopoldo V, arciduca d'Austria Superiore e Tirolo (Asburgo)  | 1632    | 1648       | 1648  | 1649       | 1649  | Ferdinando IV  |
|          | Eleonora di Gonzaga-Nevers | Carlo II di Gonzaga-Nevers, duca di Mayenne (Gonzaga-Nevers) | 1630    | 1651       | 1651  | 1657       | 1686  | Ferdinando IV  |

- Austria Superiore e Tirolo (Secondo ramo tirolese)

| Immagine | Nome                           | Padre                                                                   | Nascita | Matrimonio | Regno | Fine regno | Morte | Consorte             |
| -------- | ------------------------------ | ----------------------------------------------------------------------- | ------- | ---------- | ----- | ---------- | ----- | -------------------- |
|          | Claudia de' Medici             | Ferdinando I, granduca di Toscana (Medici)                              | 1604    | 1626       | 1626  | 1632       | 1648  | Leopoldo V           |
|          | Anna de' Medici                | Cosimo II, granduca di Toscana (Medici)                                 | 1616    | 1646       | 1646  | 1662       | 1676  | Ferdinando Carlo     |
|          | Edvige del Palatinato-Sulzbach | Cristiano Augusto, conte palatino del Palatinato-Sulzbach (Wittelsbach) | 1650    | 1665       | 1665  | 1665       | 1681  | Sigismondo Francesco |

 Terza Riunificazione 
| Immagine | Nome                                          | Padre                                                             | Nascita | Matrimonio | Regno | Fine regno | Morte | Consorte     |
| -------- | --------------------------------------------- | ----------------------------------------------------------------- | ------- | ---------- | ----- | ---------- | ----- | ------------ |
|          | Margherita Teresa di Spagna                   | Filippo IV, re di Spagna (Asburgo)                                | 1651    | 1666       | 1666  | 1673       | 1673  | Leopoldo VI  |
|          | Claudia Felicita d'Austria                    | Ferdinando Carlo, arciduca d'Austria Superiore e Tirolo (Asburgo) | 1653    | 1673       | 1673  | 1676       | 1676  | Leopoldo VI  |
|          | Eleonora del Palatinato-Neuburg               | Filippo Guglielmo, elettore palatino (Wittelsbach)                | 1655    | 1676       | 1676  | 1705       | 1720  | Leopoldo VI  |
|          | Guglielmina Amalia di Brunswick-Lüneburg      | Giovanni Federico, duca di Brunswick-Lüneburg (Hannover)          | 1673    | 1699       | 1705  | 1711       | 1742  | Giuseppe I   |
|          | Elisabetta Cristina di Brunswick-Wolfenbüttel | Luigi Rodolfo, principe di Brunswick-Wolfenbüttel (Welfen)        | 1691    | 1708       | 1711  | 1740       | 1750  | Carlo III    |
|          | Francesco I di Lorena                         | Leopoldo I, duca di Lorena (Lorena)                               | 1708    | 1736       | 1740  | 1765       | 1765  | Maria Teresa |

 Asburgo-Lorena (1765–1804) 
| Immagine | Nome                             | Padre                                                       | Nascita | Matrimonio | Regno | Fine regno | Morte | Consorte     |
| -------- | -------------------------------- | ----------------------------------------------------------- | ------- | ---------- | ----- | ---------- | ----- | ------------ |
|          | Maria Giuseppa di Baviera        | Carlo VII, imperatore del Sacro Romano Impero (Wittelsbach) | 1739    | 1765       | 1765  | 1767       | 1767  | Giuseppe II  |
|          | Maria Luisa di Spagna            | Carlo III, re di Spagna (Borbone di Spagna)                 | 1745    | 1765       | 1790  | 1792       | 1792  | Leopoldo VII |
|          | Maria Teresa di Napoli e Sicilia | Ferdinando IV, re di Napoli e Sicilia (Borbone-Napoli)      | 1772    | 1790       | 1792  | 1804       | 1807  | Francesco II |

## Impero d'Austria (1804–1918)
Asburgo-Lorena (1804–1918) 
 Imperatrici d'Austria 
| Immagine | Nome                             | Padre                                                  | Nascita | Matrimonio | Regno | Fine regno | Morte | Consorte             |
| -------- | -------------------------------- | ------------------------------------------------------ | ------- | ---------- | ----- | ---------- | ----- | -------------------- |
|          | Maria Teresa di Napoli e Sicilia | Ferdinando IV, re di Napoli e Sicilia (Borbone-Napoli) | 1772    | 1790       | 1804  | 1807       | 1807  | Francesco I          |
|          | Maria Ludovica d'Austria-Este    | Ferdinando, arciduca d'Austria (Austria-Este)          | 1787    | 1808       | 1808  | 1816       | 1816  | Francesco I          |
|          | Carolina Augusta di Baviera      | Massimiliano I Giuseppe, re di Baviera (Wittelsbach)   | 1792    | 1816       | 1816  | 1835       | 1873  | Francesco I          |
|          | Maria Anna di Savoia             | Vittorio Emanuele I, re di Sardegna (Savoia)           | 1803    | 1831       | 1835  | 1848       | 1884  | Ferdinando I         |
|          | Elisabetta di Baviera            | Massimiliano Giuseppe, duca in Baviera (Wittelsbach)   | 1837    | 1854       | 1854  | 1898       | 1898  | Francesco Giuseppe I |
|          | Zita di Parma                    | Roberto I, duca di Parma (Borbone-Parma)               | 1892    | 1911       | 1916  | 1918       | 1989  | Carlo I              |